# Barbara Evans
Barbara Elizabeth Evans (Newcastle, 28 gennaio 1940 – 23 giugno 2021) è stata una nuotatrice australiana.
Specializzata nella rana, ha partecipato ai Giochi di Melbourne 1956, gareggiando nei 200m rana.
Ai Giochi del Commonwealth del 1958, ha vinto 1 argento nella Staffetta 4×110yard mista.